# Petrolina
Petrolina est une ville brésilienne de l'ouest de l'État du Pernambouc.

## Géographie
Petrolina se situe par une latitude de 09° 23' 34" sud et par une longitude de 40° 30' 28" ouest, à une altitude de 376 mètres.
Sa population était de 294 081 habitants au recensement de 2007. La municipalité s'étend sur 4 559 km2.
Elle est le principal centre urbain de la microrégion de Petrolina, dans la mésorégion du São Francisco Pernambucano.